# Coup d'État de 1966 en Syrie
 (décembre 2019).
Si vous disposez d'ouvrages ou d'articles de référence ou si vous connaissez des sites web de qualité traitant du thème abordé ici, merci de compléter l'article en donnant les références utiles à sa vérifiabilité et en les liant à la section « Notes et références ».
Le coup d’État de 1966 en Syrie est une série d'évènements survenus entre le 21 et le 23 février, au cours desquels le gouvernement de la République arabe syrienne a été renversé et remplacé. La direction du parti Baas au pouvoir à la tête du pays doit plier face à une union du comité militaire et du comité régional du parti Baas dirigée par Salah Jedid.
Le coup est précipité par la montée des tensions entre la vieille garde du parti représentée par Michel Aflak, Salah Eddine Bitar, et Munif al-Razzaz, et des factions de la jeune garde adhérant à des positions néo-baasistes. Le 21 février, les tenants de la vieille garde au sein de l'armée ordonnent le transfert de leurs rivaux. Deux jours plus tard, le comité militaire, qui soutient la jeune garde, organise un coup d’État. De violents combats ont lieu à Alep, Damas, Deir ez-Zor et Lattaquié. Les fondateurs du parti doivent en conséquence s'exiler jusqu'à la fin de leurs jours.
Le gouvernement de Jadi est l'administration la plus radicale de l'histoire de la Syrie. Le coup d'État entraine une fracture indépassable entre les branches syriennes et irakiennes du Baas. De nombreux Baasistes syriens de la vieille garde se réfugient en Irak. La Syrie s'engage à cette époque dans des campagnes de propagande contre le régime irakien. Le gouvernement de Jadi sera renversé dans le cadre d'une révolution corrective qui porte Hafez el-Assad au pouvoir en 1970.

## Contexte

### Consolidation des pouvoirs
Après la révolution du 8 mars, qui a constitué un tournant officiel dans l'histoire de l'État syrien. Un conflit a éclaté entre les Nasséristes du Conseil du commandement révolutionnaire et le parti Baas. Les Nasséristes ont cherché à rétablir la République arabe unie, l'ancienne union qui a annexé l'Égypte et la Syrie de 1958 à 1961. Les Baasistes étaient sceptiques quant à la nouvelle union avec Gamal Abdel Nasser et l'ont considérée comme une union lâche, ce qui exprime son désir urgent de gouverner le parti Baas à l'État syrien sans ingérence. De toute partie, qu'elle soit interne ou externe. Dans le même contexte, les Nasséristes ont mobilisé de nombreux votes en faveur de l'union. fallu du temps avant que le Parti Baas ne prenne conscience de tout cela et puisse s'opposer à l'idée d'union, même si la majorité des Syriens soutenaient à l'époque le nationalisme arabe et n'étaient pas partisans du Parti Baas, mais la plupart d'entre eux soutenaient la pensée nassérienne. Au lieu d'essayer de gagner le soutien des masses, le parti Baas a travaillé à consolider son contrôle sur l'armée syrienne où plusieurs centaines de Nassériens et conservateurs ont été expulsés de l'armée et les baasistes ont été nommés à des postes élevés. 
Le coût de la répression des manifestations a provoqué une perte de légitimité et l' émergence de la puissante armée baasiste Amin al-Hafez. L'élite traditionnelle des classes supérieures, qui ont été renversées du pouvoir politique par les baasistes, s'est sentie menacée par le parti Baas, qui poursuit la politique socialiste. Quant aux Frères musulmans, rival historique du Parti Baas, ils se sentaient menacés en raison de la nature laïque du parti. Marchant avec les événements, Akram al-Hourani et ses partisans du Parti communiste syrien se sont opposés au système à parti unique, en particulier le Parti Baas. Les questions sont devenues plus mitigées du fait que la majorité des musulmans sunnites étaient des nationalistes arabes, mais ils n'étaient pas baasistes, ce qui leur faisait ressentir une aliénation collective. Le Parti Baas est resté dans son approche du contrôle du pouvoir, et de nombreuses minorités telles que les Alevis, les Druzes et les Ismaéliens l'ont rejoint, ainsi que les habitants des campagnes en général. Ce mélange a provoqué un nouveau conflit, connu sous le nom de conflit urbain-rural, caractérisé par des contradictions entre plusieurs parties en raison de différences ethniques. Avec son arrivée au pouvoir, le parti Baas était quelque peu faible et n'a pas été en mesure de diriger l'État comme il se doit; selon certains analystes, la principale raison du maintien du pouvoir du parti était la peur de l'opposition et son incapacité à lancer des «attaques» contre lui capables de le retirer de la vie politique. Dans l'ensemble. 

### Conflit et conflit
L'unité interne syrienne s'est effondrée après 1963, lors de la prise du pouvoir par Michel Aflak, Salah al-Din al-Bitar et leurs partisans qui voulaient mettre en œuvre le baasiste classique en ce sens qu'ils voulaient établir une union avec Abdel Nasser en Égypte en s'appuyant sur une forme modérée de ce socialisme ainsi qu'un seul parti gouverne un pays qui respecte les droits de l'individu, tolérant la liberté d'expression et la liberté de pensée. Cependant, certains baasistes sont apparus en arrière-plan qui se sont opposés à cette idée en convoquant un comité militaire dans lequel il a été décidé de créer une nouvelle forme de baasisme fortement influencée par le marxisme-léninisme. Cette nouvelle forme de baasisme s'est concentrée sur la question de la «révolution dans un seul pays» plutôt que sur l'unification du monde arabe. Dans le même temps, le Congrès national (le Comité militaire) a souligné la mise en œuvre de la révolution socialiste en Syrie, puis l'engagement envers l'économie planifiée centrale ainsi que la nationalisation du commerce extérieur. Le Parti Baas croyait à l'époque que ces politiques mettraient fin à l'exploitation des travailleurs et élimineraient le capitalisme .
À la suite des manifestations de Hama en 1964 et dans d'autres villes, le règne baasiste classique a reculé et les baasistes « extrémistes » ont été brièvement sous contrôle. Al-Bitar a formé un nouveau gouvernement qui a stoppé toutes les opérations de nationalisation, tout en affirmant également le respect des libertés publiques et de la propriété privée. Cependant, ces changements de politique n'étaient pas suffisants pour gagner le soutien des gens qui étaient toujours opposés au Parti Baas. Dans le même temps, les classes supérieures ont continué leurs investissements en capital et la contrebande de capitaux hors du pays, entraînant une perte de millions de dollars pour l'économie syrienne. Au cours de cette période, certains partis de gauche ont tenté de toucher à d'autres points, notamment le contrôle de la classe bourgeoise sur l'économie dans son ensemble. Tous ces événements ont provoqué une lutte de pouvoir entre les baasistes modérés qui contrôlaient la direction nationale du parti Baas et les baasistes extrémistes qui contrôlaient la direction régionale du parti Baas et qui ont conduit au coup d'État militaire survenu en 1966. 

## Lutte pour le pouvoir
Avant l'écrasement des manifestations de 1964, une lutte de pouvoir a éclaté au sein de la Commission militaire, en particulier au sein du ministère de la Défense entre Muhammad Imran et Salah Jadid. Imran voulait se réconcilier avec les manifestants et mettre fin à la confrontation avec la classe moyenne. D'un autre côté, Salah Jadid pensait que la solution était de contraindre et de réprimer les manifestants afin qu'ils ne répètent pas cela. Ce différend était la première division au sein de la Commission militaire et il a joué un rôle décisif dans les événements ultérieurs. À ce stade particulier, Hafez al-Assad a soutenu la violence et la répression contre les émeutiers ce qui signifie qu'il s'est rangé du côté du nouveau, provoquant la chute d'Amran. Le Comité militaire a préparé un plan serré pour reprendre complètement le parti Baas mais Aflak, le secrétaire général du Commandement national, avait demandé la dissolution des dirigeants régionaux syriens en réponse à tout ce qui s'était passé. Aflak a été plus tard contraint de retirer sa demande, après que les protestations aient augmenté. Imran est revenu et a révélé des informations sur la direction nationale du peuple, qui a provoqué son exil, et le conflit a recommencé chez lui. Après la chute d'Imran, la Commission militaire a poursuivi ses tentatives répétées de contrôler le Parti Baas. Mais en retour, la direction nationale a protesté contre ce que la commission avait fait et l'a accusée d'essayer de contrôler l'ensemble du pays. Le Comité militaire a effectivement réussi ce qu'il prévoyait de faire, après avoir conclu plusieurs alliances avec un groupe de partis différents. 